# Entedonomphale bicolorata
Entedonomphale bicolorata är en stekelart som först beskrevs av Ishii 1933.  Entedonomphale bicolorata ingår i släktet Entedonomphale och familjen finglanssteklar. Inga underarter finns listade i Catalogue of Life.